# Кремс (Каринтія)

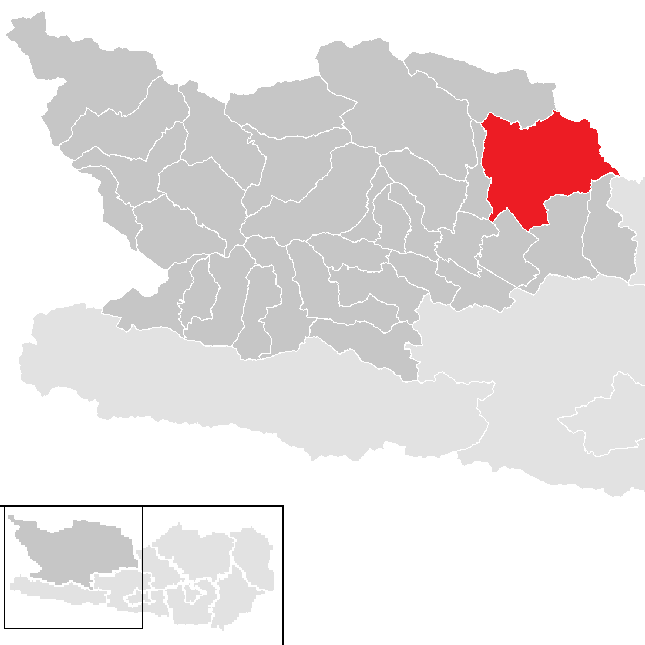
Комуна Кремс на карті округи Шпітталь. У лівому нижньому кутку показано розташування округи Шпітталь на карті федеральної землі Каринтія.

Кремс (нім. Krems in Kärnten) — громада в Австрії, у окрузі Шпітталь федеральної землі Каринтія.
Населення становить 1909 чоловік (2010). Під час перепису 2001 року 68,2 % населення назвали себе римо-католиками, 28,5 % - протистантами (євангелістами). Громада займає площу 207,11 км 2.

## Склад громади
Громада Кремс складається з 33 населених пунктів (у дужках подано населення населених пунктів станом на 2001 рік)
| - Densdorf (47) - Eisentratten (401) - Gamschitz (88) - Hammerboden (10) - Heitzelsberg (103) - Illwitzen (16) - Innerkrems (78) - Innernöring (91) - Kremsbrücke (161) - Laggen (51) - Leoben (44) | - Leobengraben (57) - Lientsch (98) - Neuhammer (5) - Oberburgstallberg (39) - Oberkremsberg (17) - Pirkeggen (35) - Pleßnitz (75) - Pressingberg (112) - Puchreit (78) - Purbach (22) - Rauchenkatsch (0) | - Reitern (54) - Sankt Nikolai (55) - Sonnberg (100) - Steinwand (13) - Unterburgstallberg (37) - Unterkremsberg (33) - Unterkremsbrücke (4) - Vorderkrems (72) - Vordernöring (137) - Wetschenbach (24) - Winkl (0) |

## Металургійне виробництво на території громади

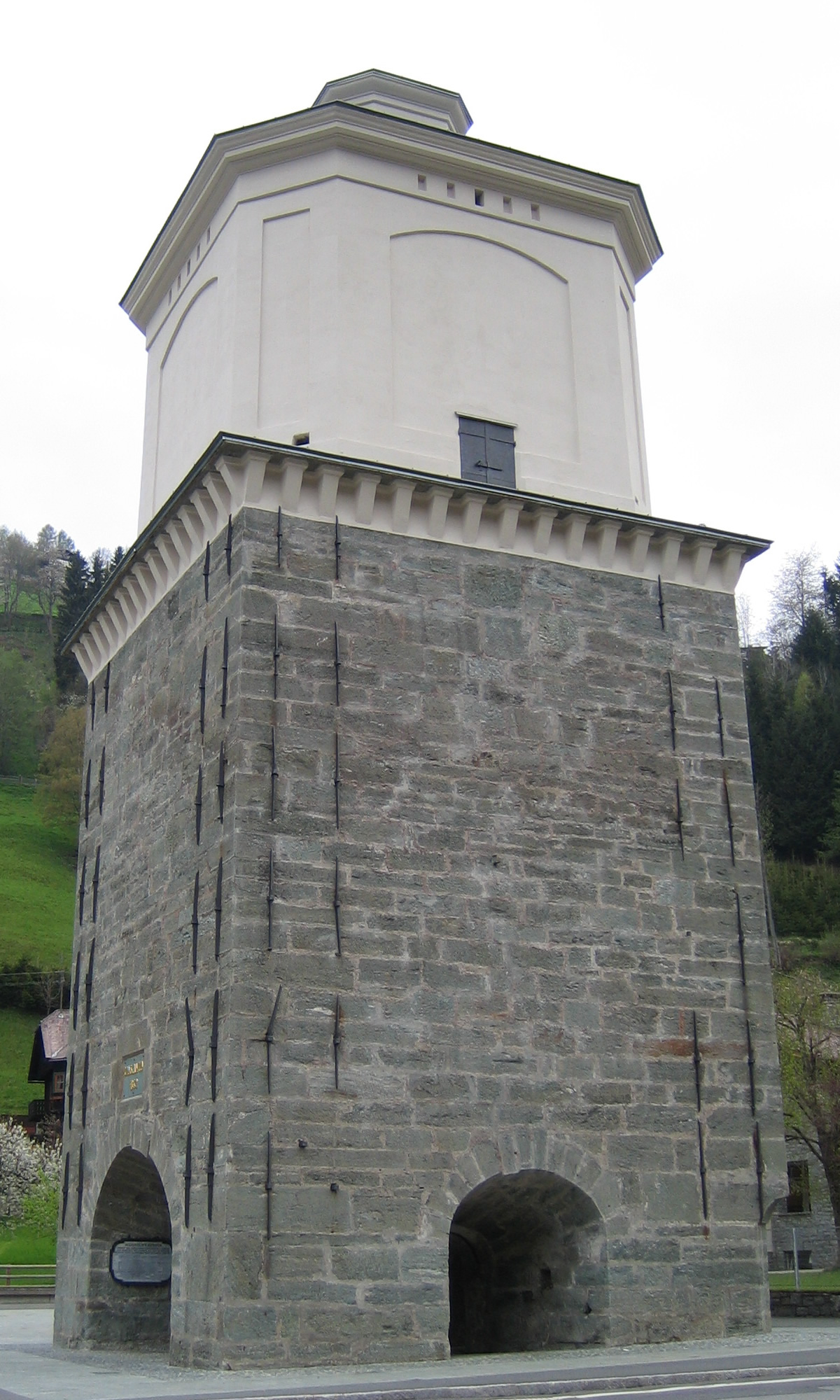
Стара доменна піч у селі Айзентраттен громади Кремс.

У де-яких населених пунктах на території сучасної громади Кремс з давніх часів було розвинене металургійне виробництво. Біля села Іннеркремс (нім. Innerkrems), що входить до складу громади, з кінця XIV століття був розвинений видобуток залізної руди. Перша згадка про це датується 1399 роком. Своїми виробництвом заліза і металообробкою відомі села Кремсбрук (нім. Kremsbrücke) й Айзентраттен (нім. Eisentratten). 1566 року у Айзентраттені було введено в дію першу доменну піч. 1861 року графом Лодроном тут було збудовано нову доменну піч, яка працювала на руді, видобутій у селі Іннеркремс. Доменна піч працювала до 1883 року, коли було припинено видобуток руди у селі Іннеркремс.
Доменну піч у селі Айзентраттен зображено на гербі громади Кремс, прийнятому 1983 року.
Кремс завжди був і залишається сільською громадою, що складається з невеличких населених пунктів. Останнім часом все більшу роль у житті громади відіграє туризм переважно завдяки національному парку Нокберге і гірськолижному курорту у селі Іннеркремс. Неподалік у сусідній громаді Ґмюн розміщено замок Ґмюн.